# Amauris echeria
Amauris echeria е вид пеперуда от семейство Nymphalidae. Видът е незастрашен от изчезване.

## Разпространение
Разпространен е в Бурунди, Демократична република Конго, Екваториална Гвинея, Еритрея, Етиопия, Замбия, Зимбабве, Камерун, Кения, Малави, Мозамбик, Нигерия, Руанда, Свазиленд, Танзания, Южен Судан и Южна Африка.